# Lista specjalnych odcinków WWE Raw
Jest to lista specjalnych odcinków WWE Raw, które jest programem telewizyjnym o tematyce wrestlingowej nadawanym na USA Network i produkowanym przez federację WWE. Przez całą historię istnienia Raw, show emitowano z różnymi motywami. Przykładowo, od 2008 co roku emitowany jest specjalny odcinek Raw z wręczaniem Slammy Awards. Inne są trybutami profesjonalnych wrestlerów, którzy ostatnio umarli lub zakończyli kariery, a także niektóre są odcinkami z celebracjami rocznic czy kamieni milowych.

## Lista
| Odcinek                                                                         | Data                      | Rating                        | Notka |
| ------------------------------------------------------------------------------- | ------------------------- | ----------------------------- | --- |
| WWF Monday Night Raw (Special)                                                  | 11 stycznia 1993(dts)     | 2.5                           | Premiera tygodniówki |
| Raw Bowl                                                                        | 1 stycznia 1996(dts)      | 2.6                           | Odcinek z motywem Super Bowlu, na którym odbyła się walka „Raw Bowl”. |
| Raw Championship Friday                                                         | 6 września 1996(dts)      | 3.4                           | Piątkowe Raw, na którym walczyli wszyscy mistrzowie w WWF. |
| Royal Rumble Raw                                                                | 3 lutego 1997(dts)        | 2.6                           | Pierwsze dwugodzinne Raw. Przedstawiono klipy z Royal Rumble. |
| Thursday Raw Thursday                                                           | 13 lutego 1997(dts)       | 3.3                           | Odcinek Raw, który był wyemitowany we wtorek. Shawn Michaels wyrzekł się WWF Championship przez swoją kontuzję i postanowił zrobić przerwę, mówiąc, że „stracił uśmiech”. |
| Raw Saturday Night                                                              | 13 lutego 1999(dts)       | 5.9                           | Odcinek Raw, który był wyemitowany w sobotę. Nagrano go 8 lutego 1999 w SkyDome w Toronto, Ontario, Kanadzie, gdzie pojawiło się 41 432 fanów, bijąc rekord publiczności na gali Raw. Był on nadawany na żywo w Kanadzie na kanale TSN. |
| Raw is Owen                                                                     | 24 maja 1999(dts)         | 7.2                           | Odcinek o zmarłym Owenie Hart, który zmarł dzień wcześniej. |
| Raw is War                                                                      | 26 marca 2001(dts)        | 4.7                           | Ostatnia noc z Monday Night Wars. Vince McMahon poinformował o kupnie WCW przez WWF (przez co wydano ostatni odcinek WCW Monday Nitro na TNT). Jednakże Shane McMahon przerwał wypowiedź ojca pojawiając się na Nitro i ogłaszając, że to on kupił WCW. |
| The Brand Extension Draft                                                       | 25 marca 2002(dts)        | 5.4                           | Start Brand Extension. Vince McMahon wybrał reprezentowanie rosteru SmackDown, zaś Ric Flair reprezentowanie Raw. |
| Raw Roulette                                                                    | 7 października 2002(dts)  | 4.0                           | Pierwsza edycja, wprowadzona przez ówczesnego Generalnego Menadżera Raw Erica Bischoffa, na której pojawiali się wrestlerzy z Raw i SmackDown. Stypulacje walk były losowane przy kręceniu kołem. |
| Raw X Anniversary                                                               | 13 stycznia 2003(dts)     | 5.2                           | Odcinek celebrujący 10-lecie Raw. |
| Raw Roulette                                                                    | 24 listopada 2003(dts)    | 4.1                           | Druga edycja, na której pojawili się wrestlerzy obu brandów. Na odcinku odbył się pierwszy Steel Cage match kobiet w historii WWE (Lita vs. Victoria). |
| 2004 WWE Draft Lottery                                                          | 22 marca 2004(dts)        | 4.6                           | Pierwsze Draft Lottery, w którym wrestlerzy zmieniali brandy. |
| Live $250,000 Raw Diva Search Casting Special                                   | 12 lipca 2004(dts)        | 1.1                           | Na odcinku odbył się casting do konkursu Diva Search ze specjalnymi sędziami Chrisem Jericho, Edgem, Randym Ortonem i Triple H’em. |
| Raw Homecoming (premiera sezonu 2005–2006)                                      | 3 października 2005(dts)  | 5.6                           | Pierwsze trzygodzinne Raw z okazji powrotu na USA Network. |
| Eddie Guerrero Tribute Show                                                     | 14 listopada 2005(dts)    | 5.3                           | Show poświęcone Eddiemu Guerrero, który zmarł w weekend. |
| Tribute to the Troops                                                           | 19 grudnia 2005(dts)      | 4.2                           | Święta z Afganistanu, na którym honorowano United States Armed Forces. |
| Raw Family Reunion (2006–2007 season premiere)                                  | 9 października 2006(dts)  | 5.0                           | Pierwsze specjalne Raw, na którym pojawili się wrestlerzy wszystkich trzech brandów. |
| Tribute to the Troops                                                           | 25 grudnia 2006(dts)      | 4.1                           | Święta z Bagdadu, na którym ponownie uhonorowano United States Armed Forces. |
| 2007 WWE Draft                                                                  | 11 czerwca 2007(dts)      | 4.5                           | Draft, na którym wrestlerzy z trzech brandów zmieniali swoje rostery. |
| Chris Benoit Memorial (John Cena Recap Show – Międzynarodowe emisje)            | 25 czerwca 2007(dts)      | 3.8                           | Memoriał Chrisa Benoit i jego rodziny. Gdy dowiedziano się o wynikach sekcji zwłok, na międzynarodowym rynku natychmiastowo zastąpiono ten odcinek innym, nazwanym „John Cena Recap Show”, który był prowadzony przez Todda Grishama z WWE Studios. |
| Raw 15th Anniversary                                                            | 10 grudnia 2007(dts)      | 4.7                           | Odcinek celebrujący 15-lecie Raw. |
| Tribute to the Troops                                                           | 24 grudnia 2007(dts)      | 4.0                           | Święta z Iraku, na którym honorowano United States Armed Forces. |
| Raw Roulette                                                                    | 7 stycznia 2008(dts)      | 3.2                           | Trzecia edycja, na której pojawiali się wrestlerzy z trzech brandów. |
| King of the Ring                                                                | 21 kwietnia 2008(dts)     | 3.0                           | Turniej King of the Ring, na którym wystąpili wrestlerzy z trzech brandów. |
| 2008 WWE Draft                                                                  | 23 czerwca 2008(dts)      | 3.4                           | Draft, na którym wystąpili wrestlerzy wszystkich brandów. |
| Raw’s 800th Episode Celebration                                                 | 3 listopada 2008(dts)     | 3.4                           | Celebracja 800. odcinka Raw. |
| 2008 Slammy Awards                                                              | 8 grudnia 2008(dts)       | 3.2                           | Odcinek, na którym przyznawano statuetki Slammy Awards. Na gali wystąpili wrestlerzy wszystkich brandów. Ceremonia odbyła się w Wachovia Center w Filadelfii. |
| 2009 WWE Draft                                                                  | 13 kwietnia 2009(dts)     | 3.7                           | Draft, na którym wystąpili wrestlerzy ze wszystkich rosterów. |
| The Three-For-All                                                               | 15 czerwca 2009(dts)      | 3.6                           | Odcinek, na którym wrestlerzy wszystkich brandów pojawili się na Raw. Na gali były bronione WWE, ECW i World Heavyweight Championship. Dodatkowo, ten odcinek był ostatnim, na którym pojawili się członkowie brandu ECW. |
| Trump Raw                                                                       | 22 czerwca 2009(dts)      | 4.4                           | Pierwsze Raw bez reklam telewizyjnych. |
| A Raw Thanksgiving                                                              | 23 listopada 2009(dts)    | 3.3                           | Odcinek, na którym pojawili się wrestlerzy z Raw i SmackDown, a także gość specjalny Jesse Ventura. |
| 2009 Slammy Awards                                                              | 14 grudnia 2009(dts)      | 3.3                           | Odcinek, na którym przyznawano statuetki Slammy Awards. Dennis Miller był gościem specjalnym. Ceremonia odbyła się w American Bank Center w Corpus Christi, Teksasie. |
| Raw's WrestleMania Rewind                                                       | 15 marca 2010(dts)        | 4.0                           | Odcinek, na którym odbyły się dwa pojedynki z poprzednich WrestleManii; Steve Austin był gościem specjalnym. |
| Monday Night SmackDown                                                          | 19 kwietnia 2010(dts)     | 3.1                           | Z powodu erupcji wulkanu Eyjafjallajökull w Europie, większa część rosteru Raw pozostała w Belfast w trakcie Europejskiego touru. W rezultacie, brand SmackDown na jedną noc przejął Raw. Will Forte, Kristen Wiig i Ryan Phillippe z MacGruber byli gośćmi specjalnymi. |
| 2010 WWE Draft                                                                  | 26 kwietnia 2010(dts)     | 2.8                           | Draft, na którym pokazali się członkowie Raw i SmackDown. Generalny Menadżer SmackDown Theodore Long i John Cena byli gościnnymi GM’ami Raw. |
| Commercial-Free Raw                                                             | 17 maja 2010(dts)         | 3.4                           | Drugie Raw bez reklam telewizyjnych, na którym astronauta Buzz Aldrin był gościem specjalnym. |
| Viewer’s Choice Raw                                                             | 7 czerwca 2010(dts)       | 3.1                           | Odcinek, na którym pokazali się członkowie Raw i SmackDown. Walki były głosowane na WWE.com. Quinton „Rampage” Jackson i Sharlto Copley z A-Team byli gośćmi specjalnymi. Na gali miał miejsce debiut The Nexus. |
| Raw's 900th Episode Celebration                                                 | 30 sierpnia 2010(dts)     | 3.7                           | Celebracja 900. odcinka show. |
| Raw Roulette                                                                    | 13 września 2010(dts)     | 3.0                           | Czwarta edycja, na której pojawili się wrestlerzy z Raw i SmackDown. Chad Johnson był gościem specjalnym. |
| Old School Raw                                                                  | 15 listopada 2010(dts)    | 3.6                           | Trzygodzinne Raw, na którym pojawiły się legendy WWE i byłe talenty. Całość show została zmieniona, aby wyglądała na format Raw z 1993. Jednakże dodano kilka rzeczy z ery WWF z lat 80. oraz stage z 1996, miksując to w bardziej anachronizmiczny typ odcinka, niż „old-schoolowy”. |
| King of the Ring                                                                | 29 listopada 2010(dts)    | 3.1                           | Trzygodzinny turniej King of the Ring, na którym pojawili się wrestlerzy z Raw i SmackDown. Miss USA Rima Fakih była gościem specjalnym. |
| 2010 Slammy Awards                                                              | 13 grudnia 2010(dts)      | 3.1                           | Odcinek, na którym przyznawano statuetki Slammy Award; pojawili się na nim wrestlerzy z Raw i SmackDown. Ceremonia odbyła się w New Orleans Arena, gdzie aktor David Arquette był gospodarzem ceremonii. |
| 2011 WWE Draft                                                                  | 25 kwietnia 2011(dts)     | 3.6                           | Ostatni draft, na którym pokazali się członkowie Raw i SmackDown. |
| The Rock’s Birthday Bash                                                        | 2 maja 2011(dts)          | 3.4                           | Celebracja urodzin The Rocka. Mýa i Pitbull byli gośćmi specjalnymi. |
| WWE All Star Night                                                              | 13 czerwca 2011(dts)      | 3.6                           | Trzygodzinne Raw, na którym pokazali się też członkowie SmackDown. WWE Hall of Famer Steve Austin serwował jako specjalny Generalny Menadżer Raw. Alternatywna nazwa odcinka brzmi Stone Cold Raw. |
| Power to the People                                                             | 20 czerwca 2011(dts)      | 3.2                           | Trzygodzinne Raw, na którym pokazali się też członkowie SmackDown. Walki były wybierane przez wysyłanie SMS’ów. |
| Raw Roulette                                                                    | 27 czerwca 2011(dts)      | 3.1                           | Piąta edycja, na której pojawili się też członkowie SmackDown. WWE Hall of Famer Shawn Michaels był gościem specjalnym. CM Punk wygłosił swój słynny „pipebomb” na koniec show. |
| Raw Gets Rocked                                                                 | 14 listopada 2011(dts)    | 3.0                           | Trzygodzinne Raw, na którym pokazali się The Rock i Mick Foley. |
| 2011 Slammy Awards                                                              | 12 grudnia 2011(dts)      | 2.8                           | Trzygodzinna ceremonia Slammy Award, która miała miejsce w Norfolk Scope. |
| Raw Supershow Extreme                                                           | 23 kwietnia 2012(dts)     | 4.39                          | Specjalne trzygodzinne Raw Supershow Extreme. |
| Raw 1000                                                                        | 23 lipca 2012(dts)        | 6.01                          | Specjalny odcinek celebrujący tysięczny odcinek. Od tego momentu, show trwa trzy godziny, a także otrzymało nowe logo. Gala odbyła się w Scottrade Center. |
| Shawn Michaels Appreciation Night                                               | 6 sierpnia 2012(dts)      | 4.7                           | Specjalny odcinek o karierze Shawna Michaelsa, którego gala odbywała się w jego domu w San Antonio. |
| 2012 Slammy Awards                                                              | 17 grudnia 2012(dts)      | 4.23/2.89 share               | Ceremonia Slammy Award, która miała miejsce w Wells Fargo Center w Filadelfii. |
| Champions Choice Night                                                          | 31 grudnia 2012(dts)      | 3.5                           | Ostatnie Raw z 2012. Wszystkie tytuły (oprócz WWE Championship, które było bronione tydzień później) były na bronione na gali. |
| Raw 20th Anniversary                                                            | 14 stycznia 2013(dts)     | 4.55                          | Celebracja 20-lecia Raw, które miało miejsce w Toyota Center w Houston. |
| Raw Roulette                                                                    | 28 stycznia 2013(dts)     | 5.02                          | Szósta edycja Raw Roulette. |
| Old School Raw                                                                  | 4 marca 2013(dts)         | 5.02                          | Specjalna edycja Raw, na której pojawiły się Legendy WWE i byłe talenty. Różnica pomiędzy 2010 rokiem była taka, że od 2012, WWE nie musi już cenzurować loga WWF sprzed 2002 w swoich archiwalnych materiałach, lecz nie może używać loga WWF w nowych. |
| Bret Hart Appreciation Night                                                    | 27 maja 2013(dts)         | 3.94                          | Specjalny odcinek, na którym przyjrzano się karierze Breta Harta, gdzie gala odbywała się w jego mieście w Calgary. |
| Raw Country                                                                     | 18 listopada 2013(dts)    | 3.80                          | Specjalny odcinek Raw z Nashville, Tennessee, na którym na żywo zagrało Florida Georgia Line. |
| 2013 Slammy Awards                                                              | 9 grudnia 2013(dts)       | 4.15                          | Ceremonia Slammy Award, która miała miejsce w KeyArena w Seattle. |
| Old School Raw                                                                  | 6 stycznia 2014(dts)      | 4.54                          | Specjalna edycja Raw, na której pojawiły się Legendy WWE i byłe talenty. |
| Occupy Raw                                                                      | 10 marca 2014(dts)        | 4.73                          | Specjalny odcinek Raw, na którym odbył się segment Occupy Raw Movement. |
| The Ultimate Warrior Tribute Show                                               | 14 kwietnia 2014(dts)     | 4.77                          | Odcinek o zmarłym nowym Hall of Famerze z 2014, The Ultimate Warriorze, który zmarł dzień dwa dni po WrestleManii. |
| Raw 1100                                                                        | 23 czerwca 2014(dts)      | 4.03                          | Celebracja 1100. odcinka show. |
| Hulk Hogan Birthday Celebration Show                                            | 11 sierpnia 2014(dts)     | 4.30                          | Celebracja 61. urodzin Hulka Hogana. |
| WWE Hall of Fame 2014 Forum                                                     | 25 sierpnia 2014(dts)     | 3.98                          | Pierwsze WWE Hall of Fame Forum, na którym trzech Hall of Famerów dyskutowało ze sobą odnośnie walk. |
| Raw 2014-15 Season Premiere                                                     | 8 września 2014(dts)      | 3.98                          | |
| 2014 Slammy Awards                                                              | 8 grudnia 2014(dts)       | 2.66                          | Ceremonia Slammy Award, która miała miejsce w Bon Secours Wellness Arena w Greenville. Aktor Seth Green był gospodarzem ceremonii. |
| Raw Christmas                                                                   | 22 grudnia 2014(dts)      | 3.63                          | Świąteczna edycja Raw, na której Hulk Hogan (jako „Ho Ho Hogan”) był gościnnym Generalnym Menadżerem. |
| New Year’s Raw                                                                  | 29 grudnia 2014(dts)      | 3.61                          | Noworoczne Raw, na którym Edge i Christian byli gościnnymi Generalnymi Menadżerami. Na odcinku powróciło The Authority. |
| John Cena Appreciation Night                                                    | 5 stycznia 2015(dts)      | 3.67                          | Specjalny odcinek Raw, na którym przyjrzano się karierze Johna Ceny. |
| Raw Reunion                                                                     | 19 stycznia 2015(dts)     | 4.10                          | Specjalna edycja Raw, na której pojawili się Hulk Hogan, The Outsiders, X-Pac, Shawn Michaels, Ric Flair, Faarooq, New Age Outlaws i Sting. |
| Raw Special in Studio Show                                                      | 26 stycznia 2015(dts)     | 4.42                          | Przez burzę śnieżną i zakaz podróży samochodami przez Connecticut, WWE zostało zmuszone do anulowania nagrań SmackDown w Bostonie i przełożenia SmackDown na dzień później w XL Center. Na odcinku Raw, które było nadawane z bazy WWE, przeprowadzono wywiady z różnymi gwiazdami WWE, sprawdzano prognozy pogody z John „Bradshaw” Layfieldem, a także pokazano triple threat match i Royal Rumble match z poprzedniej nocy, w wersji z WWE Network. |
| King of the Ring                                                                | 27 kwietnia 2015(dts)     | 3.76                          | Odcinek, na którym pokazano pierwsze walki turnieju King of the Ring. Finały odbyły się noc później na WWE Network. |
| Raw 2015-16 Season Premiere                                                     | 14 września 2015(dts)     | 2.42                          | Premiera nowego sezonu Raw, na której swój debiut ringowy na tygodniówce zaliczył Sting. |
| 2015 Slammy Awards                                                              | 21 grudnia 2015(dts)      | 3.50                          | Ceremonia Slammy Awards, która miała miejsce w Target Center w Minneapolis, Minnesocie. |
| Raw's 23rd Birthday                                                             | 11 stycznia 2016(dts)     | 3.3                           | Dwudzieste trzecie urodziny Raw. |
| Thank You, Daniel Bryan!                                                        | 8 lutego 2016(dts)        | 2.65                          | Specjalny odcinek z najważniejszymi momentami kariery Daniela Bryana (od 2010), który przeszedł na emeryturę. |
| Raw Halloween                                                                   | 31 października 2016(dts) | 1.88                          | Odcinek tygodniówki Raw z motywami Halloween. |
| 2017 Superstar Shake-up                                                         | 10 kwietnia 2017(dts)     | 3.42                          | Nietradycyjny draft, w którym zawodnicy byli przenoszeni pomiędzy Raw i SmackDown. |
| Raw Christmas                                                                   | 25 grudnia 2017(dts)      | 0.83                          | Odcinek tygodniówki Raw z motywami świątecznymi. |
| Raw New Year’s Day                                                              | 1 stycznia 2018(dts)      | 1.07                          | Odcinek tygodniówki Raw w nowy rok. |
| Raw 25 Years                                                                    | 22 stycznia 2018(dts)     | 4.53                          | Celebracja 25 lecia Raw |
| 2018 Superstar Shake-up                                                         | 16 kwietnia 2018(dts)     | 3.62                          | Nietradycyjny draft, w którym zawodnicy byli przenoszeni pomiędzy Raw i SmackDown. |
| Raw 1300                                                                        | 23 kwietnia 2018(dts)     | 3.1                           | Celebracja 1300. odcinka show. |
| Christmas Eve Raw                                                               | 24 grudnia 2018(dts)      | 1.7                           | Odcinek tygodniówki Raw wyemitowany w Wigilię. |
| New Year’s Eve Raw                                                              | 31 grudnia 2018(dts)      | 1.9                           | Odcinek tygodniówki Raw wyemitowany w Sylwestra. |
| Ric Flair Birthday Celebration Show                                             | 25 lutego 2019(dts)       | 2.992                         | Celebracja 70. urodzin Rica Flaira. |
| 2019 Superstar Shake-up                                                         | 15 kwietnia 2019(dts)     | 2.665                         | Nietradycyjny draft, w którym zawodnicy byli przenoszeni pomiędzy Raw i SmackDown. |
| Raw Reunion                                                                     | 22 lipca 2019(dts)        | 3.093                         | Specjalny odcinek Raw, na którym pojawili się WWE Hall of Famerzy oraz Legendy WWE. |
| King of the Ring                                                                | 19 sierpnia 2019(dts)     | 2.534                         | Odcinek, na którym pokazano pierwsze walki turnieju King of the Ring. |
| Raws Return to Madison Square Garden                                            | 19 sierpnia 2019(dts)     | 2.534                         | Pierwsze show WWE w telewizji w Madison Square Garden od 10 lat. |
| Raw 2018–19 Season Finale                                                       | 23 września 2019(dts)     | 2.210                         | Finał sezonu 2018–2019 Raw |
| Raw 2019–20 Season Premiere                                                     | 30 września 2019(dts)     | 2.571                         | Premiera sezonu 2019–2020 Raw |
| 2019 WWE Draft Night 2                                                          | 14 października 2019(dts) | 2.278                         | Druga noc draftu w którym zawodnicy byli przenoszeni pomiędzy Raw i SmackDown. |
| Edge Appreciation Night                                                         | 27 stycznia 2020(dts)     | 2.402                         | Powrót Edge’a do ringu od ośmiu lat. |
| 3:16 Day                                                                        | 16 marca 2020(dts)        | 2.335                         | Specjalny odcinek Raw, który miał miejsce 16 marca, celebrujący 3:16 Day, na którym wystąpił Stone Cold Steve Austin. |
| Raw 1400                                                                        | 23 marca 2020(dts)        | 2.006                         | Celebracja 1400. odcinka show. |
| Championship Monday                                                             | 22 czerwca 2020(dts)      | 1.922                         | Odcinek, na którym odbyły się cztery walki o tytuły. |
| In Your Face                                                                    | 14 września 2020(dts)     | 1.689                         | Odcinek, na którym odbyły się walka Asuka (c) vs. Mickie James o WWE Raw Women’s Championship, Drew McIntyre vs. Keith Lee oraz Seth Rollins vs. Dominik Mysterio w Steel Cage matchu, oraz Champions vs. Champions match. |
| 2020 WWE Draft Night 2                                                          | 12 października 2020(dts) | 1.855                         | Druga noc draftu, w którym zawodnicy byli przenoszeni pomiędzy Raw i SmackDown. |
| Raw 2020–21 Season Premiere                                                     | 19 października 2020(dts) | 1.776                         | Premiera sezonu 2020–2021 Raw |
| Raw Legends Night                                                               | 4 stycznia 2021(dts)      | 2.128                         | Specjalny odcinek Raw, na którym pojawili się WWE Hall of Famerzy oraz Legendy WWE. |
| 2021 WWE Draft Night 2                                                          | 4 października 2021(dts)  | 1.856                         | Druga noc draftu, w którym zawodnicy byli przenoszeni pomiędzy Raw i SmackDown. |
| Raw 2021–22 Season Premiere                                                     | 25 października 2021(dts) | 1.658                         | Premiera sezonu 2021–2022 Raw. |
| Raw 1500                                                                        | 21 lutego 2022(dts)       | 1.825                         | Celebracja 1500. odcinka show. |
| WrestleMania Raw                                                                | 28 marca 2022(dts)        | 1.979                         | Specjalny odcinek przed WrestleManią 38. |
| Randy Orton 20th Anniversary Celebration                                        | 25 kwietnia 2022(dts)     | 1.613                         | Celebracja 20-lecia Randy’ego Ortona w WWE. |
| John Cena 20th Anniversary Celebration                                          | 27 czerwca 2022(dts)      | 1.951                         | Celebracja 20-lecia Johna Ceny w WWE. |
| Rey Mysterio 20th Anniversary Celebration (Raw Return to Madison Square Garden) | 25 lipca 2022(dts)        | 1.901                         | Powrót Raw do Madison Square Garden. Celebracja 20-lecia Reya Mysterio w WWE. Było to także pierwsze Raw po ogłoszeniu przez Vince’a McMahona przejścia na emeryturę. |
| Kurt Angle Appreciation Night                                                   | 29 sierpnia 2022(dts)     | 2.107                         | Powrót Kurta Angle’a do rodzinnego miasta Pittsburgh. |
| Raw 2022–23 Season Premiere                                                     | 10 października 2022(dts) | 1.824                         | Premiera sezonu 2022–2023 Raw. |
| Raw Halloween                                                                   | 31 października 2022(dts) | 1.500                         | Specjalny odcinek Raw z motywami Halloween. |
| First Hour Commercial-Free                                                      | 28 listopada 2022(dts)    | 1.668                         | Pierwsza godzina Raw była bez reklam. |
| Raw: The Absolute Best of 2022                                                  | 26 grudnia 2022(dts)      | 1.075                         | Odcinek z rocznym przeglądem. |
| Raw Is XXX                                                                      | 23 stycznia 2023(dts)     | 2.344                         | Celebracja 30-lecia Raw. |
| John Cena Returns Home                                                          | 6 marca 2023(dts)         | 1.827                         | Celebracja powrotu na Raw legendy WWE Johna Ceny w jego rodzinnego miasta. |
| WrestleMania 39 Raw                                                             | 27 marca 2023(dts)        | 1.843                         | Specjalny odcinek przed WrestleManią 39. |
| 2023 WWE Draft                                                                  | 1 maja 2023(dts)          | 1.778                         | Druga noc draftu, w którym zawodnicy byli przenoszeni pomiędzy Raw i SmackDown. |
| Raw 2023–24 Season Premiere                                                     | 16 października 2023(dts) | 1.483                         | Premiera sezonu 2023–2024 Raw. |
| Raw Halloween                                                                   | 30 października 2023(dts) | 1.391                         | Specjalny odcinek Raw z motywami Halloween. |
| First Hour Commercial-Free                                                      | 27 listopada 2023(dts)    | 1.884                         | Pierwsza godzina Raw była bez reklam. W odcinku po raz pierwszy w telewizji wystąpili CM Punk i Randy Orton, odpowiednio od stycznia 2014 roku i maja 2022 roku. |
| Raw: The Absolute Best of 2023                                                  | 25 grudnia 2023(dts)      | 0.698                         | Odcinek z rocznym przeglądem. |
| Raw: Day 1                                                                      | 1 stycznia 2024(dts)      | 1.751                         | Odcinek Raw „Day 1”. Odbyła się m.in. walka Seth „Freakin” Rollins vs. Drew McIntyre o World Heavyweight Championship. |
| Raw 1600                                                                        | 22 stycznia 2024(dts)     | 1.686                         | Celebracja 1600. odcinka show. |
| WrestleMania XL Raw                                                             | 1 kwietnia 2024(dts)      | 1.784                         | Specjalny odcinek przed WrestleManią XL. |
| WrestleMania XL Fallout Raw                                                     | 8 kwietnia 2024(dts)      | 2.362                         | Specjalny odcinek po WrestleManii XL. Pierwsza godzina Raw była bez reklam. |
| 2024 WWE Draft                                                                  | 29 kwietnia 2024(dts)     | 1.683                         | Druga noc draftu, w którym zawodnicy byli przenoszeni pomiędzy Raw i SmackDown. |
| First Hour Commercial-Free                                                      | 5 sierpnia 2024(dts)      | 1.724                         | Pierwsza godzina Raw była bez reklam. Specjalny odcinek Raw rozgrywający się po SummerSlam. |
| Raw 2024–25 Season Premiere                                                     | 9 września 2024(dts)      | 1.430                         | Premiera sezonu 2024–2025 Raw. Zawierał gościnny występ Breta Harta. Pierwsza godzina Raw była bez reklam. |
| Raw returns to 2 hours                                                          | 7 października 2024(dts)  | 1.545                         | Pierwszy dwugodzinny odcinek Raw od 16 lipca 2012. |
| Raw in Saudi Arabia                                                             | 4 listopada 2024(dts)     | 1.465                         | Pierwszy odcinek Raw w Arabii Saudyjskiej, który został nagrany 3 listopada, dzień po Crown Jewel. |
| First Half-Hour Commercial-Free                                                 | 2 grudnia 2024            | 1.709                         | Pierwsze półgodziny Raw było bez reklam. Specjalny odcinek Raw rozgrywający się po Survivor Series: WarGames. |
| Final Raw on USA Network                                                        | 30 grudnia 2024(dts)      | 1.596                         | Ostatni odcinek Raw, który został wyemitowany w USA Network. Pierwsze półgodziny Raw było bez reklam. |
| Raw premiere on Netflix                                                         | 6 stycznia 2025(dts)      | 4.900 (globalnie) 2.600 (USA) | Pierwszy odcinek Raw, który został wyemitowany w serwisie Netflix. Po raz pierwszy długość pokazu była elastyczna i nie miała stałego czasu trwania. |
| WrestleMania 41 Raw                                                             | 14 kwietnia 2025(dts)     |                               | Specjalny odcinek przed WrestleManią 41. |
| WrestleMania 41 Fallout                                                         | 21 kwietnia 2025(dts)     |                               | Specjalny odcinek po WrestleManii 41. |